# Богдан Рубчак
Богдан Рубчак (англ. Bohdan Rubchak; 6 березня 1935, Калуш — 23 вересня 2018, Нью-Джерсі) — український письменник (поет, літературознавець, есеїст). Автор збірок поезій, співредактор і співупорядник книжок, представник модернізму в українській поезії 1960-их років, член Нью-Йоркської групи. З 1948 у США: з 1968 викладач у Ратґерському, з 1973 — в Іллінойському університетах. Небіж актора Івана Рубчака.

## Біографія
Батько Богдана Рубчака[хто?] був кооператором, стрийко — Іван Рубчак — актором.
Початкову освіту здобув у Калуші, 1943 року з батьками виїхав до Німеччини, де помер батько. Богдан залишився в таборі переміщених осіб у Діллінгені, де продовжував свою освіту до 1948 року. Відтак виїхав з матір'ю до Америки, де замешкали вони у Нью-Джерсі.

### Еміграція, університети, перші літературні спроби
У 1948—1952 роках Богдан Рубчак проживає в Нью-Йорку, опісля переїздить до Чикаго, де успішно закінчує середню школу — і продовжує свої студії в університетах Нейві-Пір та Рузвельта. Вивчає мови та порівняльну історію світової літератури. Коли Рубчакові виповнився 21 рік, вийшла його перша поетична збірка «Камінний сад», присвячена матері, яка весь час працювала, забезпечуючи йому освіту. Сам поет, не покидаючи школи, також перейшов на підробітки. У 1958 році Рубчака призвали до американського війська — і він два роки служив у Кореї. Повернувшись з війська у 1960 році, готує другу збірку поезій — «Промениста зрада». Поновлює свої студії спершу в університеті Рузвельта, далі — в Чиказькому університеті, коли й виходить третя його збірка поезій — «Дівчина без країни» (1963).

### Післядипломна освіта і праця
1964 року Манітобський університет запросив Рубчака на викладача славістики. Опісля він переїхав до Нью-Йорка, працював у престижному видавництві «Гарпер-енд-Ров», згодом став директором української редакції Радіо «Свобода» в Нью-Йорку. 1967 року виходить його четверта збірка поезій «Особиста Кліо», присвячена дружині Мар'яні. Через кілька років став викладачем славістики в університеті Ратґерс, почав працювати над докторатом з порівняльної літератури (дисертацію «Теорія метафори» завершив і захистив 1977 року). 1974 року став професором славістики й україністики в Іллінойському університеті. Довгі роки співпрацював з літературним журналом «Сучасність». Перекладав з англійської, німецької, французької. Вважається одним із видатних поетів української діаспори.

### Смерть
Помер 23 вересня 2018 року в лікарні у штаті Нью-Джерсі в США.

## Творчий доробок
Окрім збірок поезій написав понад 50 статей та есеїв, разом з Богданом Бойчуком упорядкував антологію сучасної української поезії на заході, яка вийшла 1969 року в двох томах під назвою «Координати». Перед цим, у 1967 році, редагував разом із Святославом Гординським «Зібрані твори» Богдана-Ігоря Антонича, упорядкував разом із Б. Бойчуком антологію поезії «Координати» (І—II, 1969).
Вибрані літературно-критичні есеї Рубачка вийшли у 2012-му році окремою книжкою «Міти метаморфоз, або Пошуки доброго світу», що була включена до переліку ста найкращих літературних творів за версією українського ПЕН.

### Збірки поезій
- «Камінний сад» (Нью-Йорк-Чикаго, 1956; Мюнхен-Нью-Йорк, 1983 — перевидання у книзі «Крило Ікарове — нові й вибрані поезії»; Київ: «Дніпро», 1991 — перевидання у книзі «Крило Ікарове»).
- «Промениста зрада» (Нью-Йорк-Чикаго, 1960; Мюнхен-Нью-Йорк, 1983 — перевидання у книзі «Крило Ікарове — нові й вибрані поезії»; Київ: «Дніпро», 1991 — перевидання у книзі «Крило Ікарове»).
- «Дівчина без країни» (Нью-Йорк-Чикаго, 1963; Мюнхен-Нью-Йорк, 1983 — перевидання у книзі «Крило Ікарове — нові й вибрані поезії»; Київ: «Дніпро», 1991 — перевидання у книзі «Крило Ікарове»).
- «Особиста Кліо» (Нью-Йорк: В-во Нью-Йоркської Групи, 1967; Мюнхен-Нью-Йорк, 1983 — перевидання у книзі «Крило Ікарове — нові й вибрані поезії»; Видавництво «Дніпро», Київ, 1991 — перевидання у книзі «Крило Ікарове»).
- «Марену топити» (Мюнхен-Нью-Йорк, 1983 — перше видання у книзі «Крило Ікарове — нові й вибрані поезії»; Видавництво «Дніпро», Київ, 1991 — перевидання у книзі «Крило Ікарове»).
- «Крило Ікарове — нові й вибрані поезії» (Мюнхен-Нью-Йорк, 1983 — діяспорна підсумкова збірка, до якої ввійшли всі раніші видання поетичних книжок).
- «Крило Ікарове» (Київ: «Дніпро», 1991 — київська підсумкова книга, до якої увійшли всі раніше видані збірки разом із додатковим циклем під назвою «З нових віршів»).

### Літературна критика та есеїстика
- Міти метаморфоз, або Пошуки доброго світу: есеї (Львів, 2012 — збірка вибраного, до якої увійшло 13 есеїв, що присвячені поетам від Шевченка до Стуса)

### Найважливіші есеї та статті
- До високих околиць (рецензія на «Океан» Василя Барки). — Овид, жовтень, 1957 [Архівовано 29 серпня 2021 у Wayback Machine.]. — с. 9 —12.